# Свобода слова в Казахстане

Индекс свободы прессы — 2021
Хорошая ситуация
Удовлетворительная ситуация
Заметные проблемы
Сложная ситуация
Очень серьёзная ситуация
Не классифицировано / Нет данных

Свобода слова в Казахстане — гарантируемое Конституцией Республики Казахстан право свободно искать, получать, передавать, производить и распространять информацию любым законным способом.
Согласно рейтингу неправительственной некоммерческой организации Freedom House среди 199 представленных стран Казахстан находится на 179 позиции, на 199 месте расположилась КНДР (Северная Корея).
А согласно неправительственной некоммерческой организации Репортеры без границ в 2022 году среди 180 стран Казахстан находится на 122 месте из 180 стран. По сравнению, в 2021 году в той же рейтинге Казахстан находилась в 155 месте.

Со времён обретения независимости в 1991 году до отставки Нурсултана Назарбаева ситуация со свободой слова в стране неутомимо ухудшалась. С тех пор закрылось множество оппозиционных СМИ.

## Ограничение свободы в Казахстане

### Культ личности Нурсултана Назарбаева
С 2010 по 2023 год первый президент обладал статусом «Лидера нации». Данный статус наделял президента и его семью следующими полномочиями:
1) Лидер нации не может быть задержан, арестован, привлечен к уголовной или административной ответственности за деяния, совершенные им в период исполнения полномочий президента, а после их прекращения — связанные с осуществлением своего статуса первого президента Казахстана — лидера нации.
2) Посягательство на жизнь лидера нации законом относится к категории террористических преступлений. За порчу изображений первого президента — лидера нации, публичные оскорбления и искажения фактов его биографии — уголовная ответственность. За покушение на президента, даже не нанёсшее вред его здоровью — смертная казнь.
3) Неприкосновенность распространяется на всё имущество, принадлежащее на праве частной собственности Первому Президенту Республики Казахстан — Лидеру нации и совместно проживающим с ним членам его семьи, а также на используемые ими жилые и служебные помещения, служебный транспорт, средства связи, переписку, принадлежащие им документы.
Подобное имелось и у Иосифа Сталина, когда в сталинский период советская пропаганда создала вокруг И. В. Сталина ореол непогрешимого вождя. После обретения И. В. Сталиным всей полноты власти применительно к нему часто использовались и были почти обязательны в официальных публицистике и риторике титулы «великий вождь», «великий вождь и учитель», «отец народов», «великий полководец», «гениальный учёный», «лучший друг (учёных, писателей, физкультурников и др.)» и т. д.

#### Личное отношение Назарбаева к свободе слова в интернете
В 2016 году в интервью телеканалу «Россия 24» Назарбаев назвал интернет местом, где некие лица насаждают различные идеи с целью повлиять на внутреннюю политику государств. Эти же лица пишут комментарии от лица недовольных политикой государства: авторов таких постов Назарбаев считает «искусственно созданными».
Глава Казахстана вообще невысоко оценил возможность плюрализма в сети. «Там же говорится черт знает что. Писать могут что угодно, на кого угодно. Не знаешь, кто это делал, автора там не скажут. Это дело бесполезное», — заметил Назарбаев.
В итоге президент пришел к достаточно спорному выводу: «Надо усиливать свой внутренний контент интернета, чтобы любым таким несерьезным нападкам уметь отвечать. Объяснять народу, где есть хорошо, а где есть плохо».

### Интернет

#### Борьба с порнографией
Согласно законодательству Республики Казахстан запрещено отображение и распространение какой-либо порнографии, в том числе и в интернете.
В результате чего, оказались заблокированы многие порно-ресурсы. Судебные дела проходили с нарушением процессуальных норм, но чаще всего блокировка велась даже без суда.
На данный момент заблокированы свыше нескольких тысяч порносайтов, включая Pornhub, эротические видео и сообщества во ВКонтакте, а также журнал Maxim.

#### Интернет-сайты
С середины 2000 годов началась блокировка сетевых СМИ, которые активно критиковали власти Казахстана. Как правило, эту блокировку можно было обойти при помощи различных анонимайзеров.
С 2008 года в Казахстане ведется активная борьба с сетевыми СМИ. По заявлению издательства «Kazakhstan Today»: «за 2008 год было заблокировано 10 интернет-изданий». Крупнейшие интернет-провайдеры Казахстана — «Казахтелеком» и «Нурсат».
Мажилис (нижняя палата парламента) Казахстана 30 апреля 2009 года одобрил в первом чтении законопроект по мерам регулирования сети Интернет. Парламент обсуждает закон, который приравнивает блоги и чаты к СМИ. Их сможет закрывать генпрокурор республики. Иностранные СМИ станут недоступны в случае «угрозы национальной безопасности».
13 июля 2009 года Президент Казахстана Нурсултан Назарбаев подписал законодательные поправки, приравнивающие все интернет-сайты к СМИ и позволяющие судам прекращать работу порталов. Документ, принятый в преддверии председательства Казахстана в Организации по безопасности и сотрудничеству в Европе (ОБСЕ), приравнивает все интернет-ресурсы к средствам массовой информации и даёт право судам закрывать сайты, если содержащаяся там информация будет признана незаконной. Под действие данного закона подпадают не только материалы, размещённые на интернет-сайтах, но и комментарии к ним. Кроме того, могут быть заблокированы и зарубежные ресурсы, в случае, если их содержание противоречит законодательству страны. Международная организация «Репортеры без границ» во Всемирный день свободы печати опубликовала список «хищников» свободы информации, в котором внесен Нурсултан Назарбаев.
27 января 2010 года опубликовано заявление движения «За свободный Интернет!» о заблокированных в Казахстане интернет-ресурсах и лояльных к цензуре сервисах.
За оскорбляющие комментарии в соцсетях предусмотрено наказание в виде штрафа до 500 МРП с 2014 года.
После девальвации тенге 11 февраля 2014 года был заблокирован на территории Казахстана сайт петиции по сбору подписей за импичмент президента Назарбаева.
Печатные издания и телевидения
В ноябре 2012 года прокуратура потребовала запретить телеканал К+ и газету «Взгляд».
В интервью газете «Республика» Джимми Уэйлс сказал:
Важной частью политической жизни в стране стал курс на закрытие оппозиционных СМИ. В связи с уголовным делом против оппозиционного политика Муратбека Кетебаева, сотрудники Комитета национальной безопасности 19 декабря 2012 года конфисковали имущество и опечатали офисы редакции газеты «Голос Республики», информационного видеопортала «stan.kz», незарегистрированной партии «Алга!» и общественного фонда «Амансаулык». Также опечатан дом и личное имущество Алии Турусбековой, супруги Владимира Козлова. Путём конфискации оборудования редакций, КНБ осуществляет моральное давление и ограничивает деятельность независимых СМИ и НПО в стране. 19 декабря 2012 года представителям независимых СМИ и оппозиционных объединений сообщили, что КНБ имеет ордер на обыск их офисов. Официальным поводом для давления на независимые СМИ и НПО стало уголовное дело против оппозиционного политика Муратбека Кетебаева. Он является владельцем всех офисов и помещений, в которых КНБ провел обыск. Согласно постановлению суда, для обеспечения иска проводится арест имущества и недвижимости, которые принадлежат Муратбеку Кетебаеву. Следствие предполагает, что в помещениях находятся предметы, имеющие значение для дела. Оперативно-розыскные мероприятия в городе Алматы были проведены в редакциях газеты «Голос Республики», информационного видеопортала «stan.kz», незарегистрированной партии «Алга!» и общественного фонда «Амансаулык». Сотрудники КНБ опечатали все эти офисы и конфисковали документацию, оргтехнику и личное имущество работников офисов. В редакцию видеопортала «stan.kz» сотрудники КНБ привезли с собой двоих понятых. Журналисты утверждают, что эти люди на самом деле сотрудники КНБ, которые ранее проводили изъятие тиража газеты «Взгляд». Журналистов внутрь офиса не пустили. При обыске в редакции газеты «Голос Республики» сотрудники КНБ так же не позволили присутствовать журналистам и юристам. Обыск проводили семь сотрудников КНБ, которые привезли с собой двоих понятых. Без описи были изъяты не только документация, но и оргтехника — принтеры и компьютеры. Также сотрудники КНБ разбили фотокамеру корреспондента радио «Азатык» Казиса Тогузбаева, который пытался сделать несколько фотографий с места событий. Также стало известно о проведении обысков в офисах незарегистрированной партии «Алга!» и общественного объединения «Амансаулык», которые находятся в одном доме. Сообщается, что сотрудники КНБ занесли какой-то неизвестный пакет в офис партии «Алга!». Там проводили обыск семь сотрудников КНБ в присутствии лишь одного понятого. А при обыске в офисе «Амансаулык» вовсе не присутствовал ни один представитель организации. Сотрудники фонда «Амансаулык» также утверждают, что лишь арендуют офисы, и их деятельность не имеет никакого отношения к Муратбеку Кетебаеву.

#### Национальный сертификат безопасности
Для повышения контроля за действиями граждан РК, правительством была внесена поправка в закон «О связи», где заявлено, что на каждое устройство, имеющее выход в интернет необходимо установить соответствующий сертификат в обязательном порядке, начиная с 1 января 2016 года. В правительстве пояснили, что закон необходим для защиты личной информации граждан, но в действительности он позволяет спецслужбам страны полностью идентифицировать весь интернет-трафик абонента и соответственно, получать весь доступ к его сетевой активности.

#### Преследование за комментарии в социальных сетях
Имеются неоднократные случаи заведения уголовных дел за репосты, лайки и комментарии в социальных сетях. Власти обосновывают подобные действия борьбой с экстремизмом и предотвращением разведения расовой или религиозной вражды.

#### Запрет на анонимное комментирование
28 декабря 2017 года в «закон о СМИ» и в «закон об Информатизации» внесены поправки, согласно которым оказываемые интернет-порталами услуги по размещению пользователем информации, должны осуществляться на основании соглашения, заключаемого в письменной форме (в том числе электронной), с идентификацией на портале «электронного правительства egov.kz» или посредством использования зарегистрированного на общедоступном информационном электронном ресурсе абонентского номера сотовой связи пользователя с отправлением SMS, содержащего одноразовый пароль, для заключения соглашения. Поправками в законе не уточняется, что подразумевается под информацией. Однако, представителями Министерства информации в СМИ сообщается, что поправки касаются запрета на анонимное комментирование на казахстанских интернет-ресурсах. Согласно заявлению заместителя председателя Комитета госконтроля в области связи, информатизации и СМИ — «Есть две точки зрения по вопросу анонимности. Первая заключается в том, что в документах Европейского союза закреплено право на анонимность как неотъемлемое право гражданина. Второй подход — свобода слова анонимной быть не может. То есть, если человек хочет что-то сказать, то он может это сделать открыто и не скрываясь за другой личностью. Оба подхода имеют право на жизнь. С точки зрения регламентации вопроса на анонимное размещение информации мы придерживаемся второго подхода, который исключает возможность размещения анонимной информации».

## Права человека

### Сканирование отпечатков пальцев граждан РК
Начиная с начала 2010-х в Казахстане предлагается ввести обязательную дактилоскопию с занесением информации в паспорт и удостоверение личности.
 За отказ от сканирования предусмотрен денежный штраф.

### Карательная психиатрия
Примерно с 2008 года в Казахстане возобновилось применение карательной психиатрии. Ранее, карательная психиатрия была также широко распространена на территории СССР в отношении так называемых диссидентов.
2 июля 2014 года Правозащитницу Зинаиду Мухортову похитили из дома с применением силы и посадили в психбольницу и пытали.

## Общая информация
В целом, ситуация в Казахстане описывается правовыми международными организациями и международными журналистами как критическая и плачевная. В соответствии с этим, получение политического убежища на территории США, Австралии и Европы для граждан Казахстана существенно облегчено по сравнению с гражданами действительно демократичных государств. Получить политическое убежище могут все слои населения и не обязательно с наличием ранее перенесённых нарушений собственных прав.
Однако, документы и наличие прецедентов, свидетельствующих о каком-либо преследовании или дискриминации серьёзно увеличивают шанс на получение политического убежища.
Наличие профессии и образования также влияют на исход, если ваша истинная цель — скрыться от режима, а не улучшить материальное положение благодаря эмиграции в экономически развитое государство.